# SBS 뉴스 (라디오 프로그램)
《SBS 뉴스》는 매일 아침, 오전, 낮, 오후, 저녁, 밤에 방송되는 SBS 러브FM의 라디오 뉴스 프로그램이다.

## 기획의도 / 개요
- 편성표, 아나운서 멘트 모두 SBS 뉴스로 표기하고 있다.

## 방송 시간
- 매일 새벽 1시, 2시, 3시, 4시, 아침 5시, 6시, 7시, 8시, 오전 9시, 10시, 11시, 낮 12시, 오후 1시, 3시, 4시, 5시, 저녁 6시, 7시, 밤 8시, 9시, 10시, 11시, 12시
- 주말 오후 2시

## 앵커

### 월요일 아침 6시, 아침 7시 뉴스
- 이병희 아나운서 (여)
- 박상도 아나운서 (남)

### 월, 목 오전 9시 뉴스
- 이혜승 아나운서 (여)

### 화~수, 금 아침 6시, 아침 7시, 오전 9시 뉴스
- 화요일 : 유혜영 아나운서 (여)
- 수요일 : 이인권 아나운서 (남)
- 금요일 : 이현경 아나운서 (여)

### 목요일 아침 6시, 아침 8시 뉴스
- 정석문 아나운서 (남)
- 최영주 아나운서 (여)

### 평일 낮 12시 뉴스
- 월, 화 :  윤현진 아나운서 (여)
- 수요일 :  최혜림 아나운서 (여)
- 목요일 : 최영아 아나운서 (여)
- 금요일 : 류이라 아나운서 (여)

### 평일 저녁 6시, 저녁 8시, 밤 10시 뉴스
- 월, 화 : 김윤상 아나운서 (남)
- 수, 금 : 이윤아 아나운서 (여)
- 목요일 : 김주우 아나운서 (남)

### 주말 오전 9시, 낮 12시 뉴스
- 토요일 : 염용석 아나운서 (남)
- 일요일 : 박은경 아나운서 (여)

### 토요일 오후 2시 뉴스
- 주시은 아나운서 (여)

### 토요일 저녁 6시 뉴스
- 김소원 아나운서 (여)

### 토요일 저녁 8시 뉴스
- 박광범 아나운서 (남)

### 일요일 오후 2시, 저녁 6시, 저녁 8시 뉴스
- 김현진 아나운서 (남)
- 정미선 아나운서 (여)
- 김선재 아나운서 (여)

## KNN 자체편성

### 매일 오전 9시
| 방송국 | 프로그램 타이틀      | 진행자 |
| ------ | -------------------- | ------ |
| KNN    | 김아라의 생생 라디오 | 김아라 |

### 주말 오후 2시
| 방송국 | 프로그램 타이틀        | 진행자 |
| ------ | ---------------------- | ------ |
| KNN    | 라기오의 딱좋은 라디오 | 라기오 |

### 매일 저녁 8시
| 방송국 | 프로그램 타이틀             | 진행자 |
| ------ | --------------------------- | ------ |
| KNN    | 조문경의 온나 라디오 (평일) | 조문경 |
| KNN    | 오희주의 라디오 라떼 (주말) | 오희주 |

## 같이 보기
- SBS
- SBS 러브FM
- SBS 낮 종합뉴스

| SBS 러브FM 평일 프로그램                                         |                                                                       |                                                                       |
| 이전                                                             | SBS 뉴스                                                              | 다음                                                                  |
| 최영주의 아침편지 고현준의 뉴스브리핑 그대의 밤, 정엽입니다      | SBS 뉴스                                                              | 고현준의 뉴스브리핑 김태현의 정치쇼 최백호의 낭만시대                 |
| 새벽 5시 ~ 아침 6시 아침 6시 5분 ~ 아침 7시 밤 8시 5분 ~ 밤 10시 | 아침 6시 ~ 아침 6시 5분 아침 7시 ~ 아침 7시 5분 밤 10시 ~ 밤 10시 5분 | 아침 6시 5분 ~ 아침 7시 아침 7시 5분 ~ 아침 9시 밤 10시 5분 ~ 밤 12시 |
|                                                                  |                                                                       |                                                                       |

| SBS 러브FM |                                                                                           |                                                                                             |
| 이전 | SBS 뉴스                                                                                  | 다음                                                                                        |
| 김태현의 정치쇼 DJ 래피의 드라이브 뮤직(주말) 박연미의 목돈연구소 어예진의 방과후 목돈연구소(평일) DJ 래피의 드라이브 뮤직(주말) 주영진의 뉴스직격(평일) 김선재의 책하고 놀자(재)(주말) 6시 저녁바람 김창완입니다 | SBS 뉴스                                                                                  | 이숙영의 러브FM 박세미의 수다가 체질 6시 저녁바람 김창완입니다 그대의 밤, 정엽입니다        |
| 평일 아침 7시 5분 ~ 아침 9시 주말 아침 7시 ~ 아침 9시 오전 11시 ~ 낮 12시 오후 4시 ~ 오후 5시 오후 5시 ~ 오후 6시 저녁 6시 5분 ~ 밤 8시                                                                           | 아침 9시 ~ 아침 9시 5분 낮 12시 ~ 낮 12시 5분 저녁 6시 ~ 저녁 6시 5분 밤 8시 ~ 밤 8시 5분 | 아침 9시 5분 ~ 오전 11시 낮 12시 5분 ~ 오후 2시 저녁 6시 5분 ~ 저녁 8시 밤 8시 5분 ~ 밤 9시 |
| |                                                                                           |                                                                                             |

| SBS 러브FM 주말 프로그램 |                         |                         |
| 이전                     | SBS 뉴스                | 다음                    |
| 박세미의 수다가 체질     | SBS 뉴스                | 유민상의 배고픈 라디오  |
| 낮 12시 5분 ~ 오후 2시   | 오후 2시 ~ 오후 2시 5분 | 오후 2시 5분 ~ 오후 4시 |
|                          |                         |                         |

| KNN 러브FM 평일 프로그램                                                               |                                                                                           |                                                                                            |
| 이전                                                                                   | SBS 뉴스                                                                                  | 다음                                                                                       |
| 최영주의 아침편지 고현준의 뉴스브리핑 6시 저녁바람 김창완입니다 온나라디오 3, 4부      | SBS 뉴스                                                                                  | 고현준의 뉴스브리핑 김태현의 정치쇼 온나라디오 1, 2부 최백호의 낭만시대                    |
| 새벽 5시 ~ 아침 6시 아침 6시 5분 ~ 아침 7시 저녁 6시 5분 ~ 밤 8시 밤 8시 5분 ~ 밤 10시 | 아침 6시 ~ 아침 6시 5분 아침 7시 ~ 아침 7시 5분 밤 8시 ~ 밤 8시 5분 밤 10시 ~ 밤 10시 5분 | 아침 6시 5분 ~ 아침 7시 아침 7시 5분 ~ 아침 9시 밤 8시 5분 ~ 밤 10시 밤 10시 5분 ~ 밤 12시 |
|                                                                                        |                                                                                           |                                                                                            |

| KNN 러브FM 매일 프로그램 |                       |                        |
| 이전                     | SBS 뉴스              | 다음                   |
| 머니마니쇼 시즌2         | SBS 뉴스              | 박세미의 수다가 체질   |
| 오전 11시 ~ 낮 12시      | 낮 12시 ~ 낮 12시 5분 | 낮 12시 5분 ~ 오후 2시 |
|                          |                       |                        |